# انخفاض متوازن التضاغط

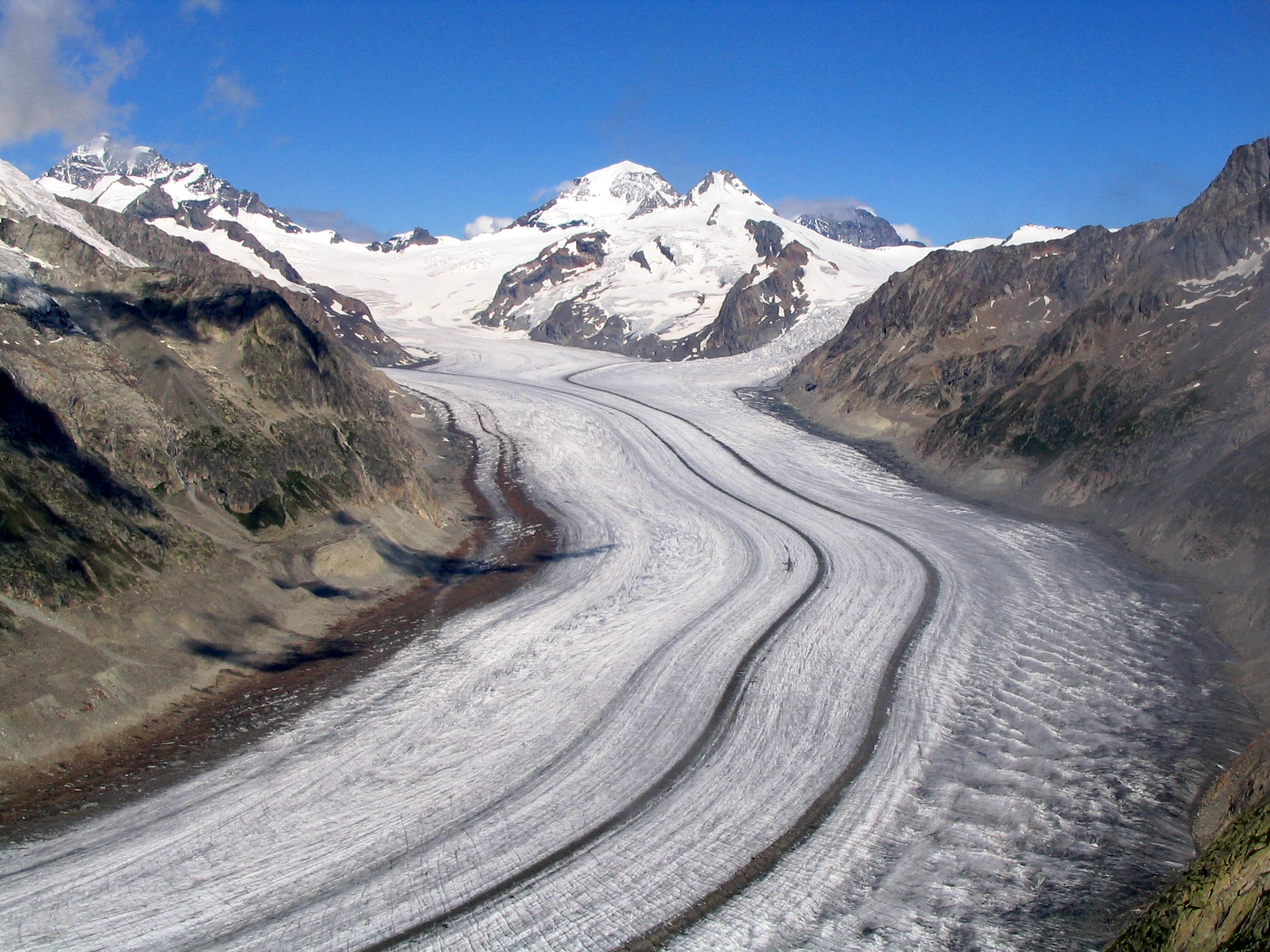
نهر جليد

الانخفاض متوازن التضاغط (بالإنجليزية: Isostatic depression) هو المصطلح الذي يُستخدم من قِبل علماء الجيولوجيا للإشارة إلى انخفاض أجزاء كبيرة من القشرة الأرضية إلى الغلاف الموري. ويحدث الانخفاض بسبب وجود وزن ثقيل على سطح الأرض. وغالبًا ما يحدث هذا بسبب الوزن الجليدي الثقيل الناتج عن التجلد القاري، وهي عملية يضغط فيها الجليد الدائم على القشرة الأرضية، الأمر الذي يتسبب في انخفاضها بفعل ثقل الوزن.
بعد انحسار التجلد القاري، فإنه من الشائع حدوث ارتداد متوازن التضاغط.